# Sirena
 Ovo je glavno značenje pojma Sirena. Za druga značenja pogledajte Sirena (razdvojba).
Sirene (grč. Σειρήν, Seirến) ili Morske Nimfe u grčkoj mitologiji su misteriozna bića koja imaju žensku glavu, a riblje tijelo. Navode im se, prema raznim izvorima, sljedeća imena: Telksipia/Telksipeja/Telksiopa/Telksinoa, Molpa, Pizinoja, Partenopa, Ligeja/Ligija, Leukozija, Redna, Teles/Teleda i sl.

## Etimologija
Grčko ime Sirena vjerojatno je izvedeno od seira = "uže" te bi one bile "povezivačice". Značenje riječi "sirena" kao upozoravajućeg zvuka razvilo se prema analogiji i značenjskom povezanošću s pjesmom Sirena.

## Karakteristike
U ranoj grčkoj umjetnosti Sirene su prikazivane kao ptice s velikim glavama i nogama, a katkad i s lavljom grivom ili ptičjim tijelom. Također su i prikazivane kako sviraju neko glazbalo, posebice harfu. Poznate su po neodoljivoj pjesmi zbog koje je i Odisej imao teškoća. 
Poslije u sr. vijeku sirene su počele biti prikazivane kao lijepe djevojke s repom ribe koje izviruju iz valova i zavode mornare s pravoga puta. U mnogo je jezika riječ za Sirenu (sam hrvatski, a i španjolski, francuski, talijanski, poljski, portugalski itd.) jednaka riječi za poluženu i poluribu (eng. mermaid) što pridonosi pomutnji.

## Mitologija

### Podrijetlo
Sirene su kćeri boga Aheloja i muze Terpsihore. Homer ne govori ništa o njihovu broju, ali kasniji su pisci spominjali od dvije do pet Sirena.
Gl. im je odlika bio prelijep glas, zbog čega su se natjecale s muzama u pjevanju. Budući da su izgubile, muze su ih pretvorile u čudovišta s ptičjim tijelom, ali su im ostavile lijepo žensko lice i divne glasove. Kasnije su muze poništile čaroliju iz sažaljenja i sirene su natrag dobile svoje krasne riblje repove i ljepotu.   
Prema drugim inačicama, u ptice ih je pretvorila Afrodita, zbog toga što su bile nesklone ljubavi. Nakon toga preselile su se na otok kraj Scile i Haribde mameći mornare milozvučnim glasom, davile ih i sisale im krv. S vremenom Afroditina čarolija je popustila i one su natrag dobile svoju ljepotu i riblje repove, ali su bile ljute i ponižene pa su ostale na otocima mamiti ljude u smrt. Pokraj njih plovili su Argonauti kada su se s runom vraćali iz Kolhide, ali ih je spasio Orfej. Odisejaj i njegove mornare od sirena je spasila domišljatost: posada je voskom začepila uši, a Odiseja su zavezali uz jarbol da ga ne odvuče njihov pjev.

### Viđenja
Odisej je, kako doznajemo u Homerovoj Odiseji, pobjegao sirenama. Nakon putovanja u Had opet se vratio na Kirkin otok, a Kirka ga je upozorila na Sirene koje bi ga mogle uništiti te mu je savjetovala da ili začepi uši ili, ako baš mora čuti njihov pjev, bude privezan za jarbol, tako da ne može slijediti zvuk i tako postati nepovratno izgubljen. Potom su krenuli s Kirkina otoka.
Njegovi su ljudi začepili uši voskom, a on im je zapovjedio da ignoriraju njegova zapomaganja. On je sam bio privezan za jarbol - htio je iz znatiželje čuti pjesmu, a suborcima je rekao da mu je Kirka rekla da je mora čuti. Tako su uspjeli proći pokraj Sirena.
Jazona je upozorio Kentaur Hiron da će Orfej biti nužan u argonautskom putovanju. Naime, kad su začuli pjev Sirena, Orfej je uzeo svoju liru i svirao još ljepše od Sirena, zaglušujući njihove glasove. Jedan član posade ipak je čuo pjesmu i skočio u more, ali spasila ga je Afrodita. Nakon što je brod uspješno prošao pored Sirena, one su se same protestirajući bacile u more i čekale novi plijen.
Postoje i priče da je Kristofor Kolumbo na svome putovanju vidio sirene.

## Vanjske poveznice
- Sirene u klasičnoj literaturi i umjetnosti (engl.)